# Nellee Hooper
 (mai 2017).
Nellee Hooper (né en 1963 à Bristol, en Angleterre) est un producteur de musique/remixer/compositeur plus connu pour être membre du groupe Soul II Soul, ainsi que plus tard pour son travail avec la chanteuse Björk, le groupe No Doubt et Gwen Stefani, Madonna, Garbage, U2, Sneaker Pimps et Massive Attack. Plus récemment, il a réalisé l'album du groupe français Singtank et de la chanteuse anglaise Paloma Faith.